# GameHouse
GameHouse és un editor i distribuïdor de videojocs en línia, usualment dels anomenats videojocs casuals. Fundada en 1988 a Seattle, es va fusionar amb RealArcade en 2009, tot i que ambdues marques mantenen els seus portals i logotips. Al seu web es poden provar els jocs durant un temps limitat i després comprar si han agradat, model adoptat per la majoria de portals de jocs d'aquest tipus. Opcionalment es pot pagar una subscripció que dona accés il·limitat a les novetats publicades.
Alguns dels jocs de més èxit han estat:
- Collapse
- Bounce Out!
- Delicious
- Jewel Match
- GameHouse Sudoku!
- TextTwist